# Beni Bousera
El macizo de Beni Bousera es una región montañosa costera de origen volcánico de la provincia de Chauen, Marruecos.

## Geología
Se ubica en la zona NO de la provincia, a orillas del Mar de Alborán, datando de la misma época de la sierra de Ronda. Se formó a partir de plegamientos durante miles de años; cuando el macizo esta bajo el mar. Esto es debido a un antiguo rift que cruzaba el mar de Alborán; aunque actualmente no es un volcán del todo, cuando se emergió, es posible encontrar restos de ellos, a partir de intrusiones ígneas. Es posible encontrar los restos de una caldera derruida y un viejo escudo volcánico horadado. La peridotita es una roca volcánica, que tiene relación con montes que fueron en su día, volcanes submarinos.